# دماء على الثوب الوردي (فلم)
دماء على الثوب الوردي فيلم دراما للمخرج حسن الإمام عام 1981  مأخوذ عن رواية الكاتب الأمريكي ثيودور درايزر الصادرة عام 1925 «مأساة أمريكية An American Tragedy» والتي ظهرت في السينما الأمريكية عام 1951 في فيلم «مكان في الشمس A Place in the Sun» للمخرج الأمريكي جورج ستيفنس، الحائز على 6 جوائز أوسكار  وحسب موقع الطماطم الفاسدة نال تقدير النقاد (81%) واعجاب المشاهدين (84%). قام حسن الإمام بتمصير الرواية وإعدادها للسينما وكتب السيناريو والحوار الممثل والمؤلف المصري محمد مصطفى سامي. الفيلم من بطولة ناهد شريف، يسرا، سمير صبري، يوسف وهبي، ومحمد رضا وتدور الأحداث حول الشاب محمود الذي نشأ في الريف وأحب ابنة عمه نعمت، ورحيله إلى القاهرة للعمل لدى عمه الثري وهناك تنشأ بينه وبين عاملة في مصنع عمه علاقة تتطور إلى جريمة قتل.
صدر الفيلم إلى دور العرض المصرية في 21 يوليو 1981.
منح موقع قاعدة بيانات الأفلام العربية «السينما.كوم» الفيلم درجة 4.6/ 10.

## طاقم التمثيل
| - ناهد شريف: نعمت - سمير صبري: محمود عبد العليم - يسرا: مشيرة شاهين (ابنة عم محمود) - سلوى صادق: رجاء عبد الحميد (عشيقة محمود) - يوسف وهبي: عبد العليم (والد محمود) | - سعيد عبد الغني: شوكت (محامي الثري شاهين بك) - آمال رمزي: آمال (سكرتيرة شاهين بك) - محمد رضا: شاهين بك (الثري عم محمود) - مصطفى متولي: محقق الشرطة - وسيلة حسين: سعاد (صديقة رجاء) | - رشوان مصطفى: القاضي - هريدى عمران: المراكبي (شاهد واقعة القتل) - حسان اليماني: أحد المساجين - طوسون معتمد: أحد المساجين - بدرية عبد الجواد: عاملة في المصنع - فيفي عبده: الراقصة |

بالاشتراك مع: حسن شبل – مختار السيد – سمير سوراج – عبد المنعم عبد الرحمن – حسن توتاله – عرفة النظامي – سيد الحناوي – علي الشابوري – نادية شمس الدين – رضوان حافظ.

## أحداث الفيلم
يخطط الشاب محمود عبد العليم (سمير صبري)، ابن القرية، للإنتقال إلى القاهرة ليجد فرصة أفضل في العمل بعد تخرجه، ويسلمه والده الشيخ عبد العليم (يوسف وهبي) خطاب إلى عمه الثري شاهين بك (محمد رضا) الذي غادر القرية منذ أمد بعيد وأصبح من كبار رجال الأعمال في القاهرة. وتسارع ابنة عمه القروية نعمت (ناهد شريف) بتجهيز المأكولات التي سوف يحملها ابن عمها وحبيبها محمود إلى القاهرة، بل وتسلمه عشرة جنيهات كانت ادخرتها. يصل محمود وأما فيلا عمه شاهيت تصدمه سيارة الشابة الجميلة مشيرة (يسرا) التي تعنفه على عدم انتباهه أثناء عبور الطريق. يلتقي محمود بعمه شاهين الذي لم يكن رآه من قبل ويرق له قلبه ويستدعي سكرتيرته آمال (آمال رمزي) ويأمرها بكتابة خطاب لتعيين محمود بالعمل ملاحظ بورشة السيارات ليبدأ السلم من أوله، ويكتشف محمود أن الفتاة التي صدمته هي ابنة عمه شاهين. يتفوق محمود في عمله ويترقى في المناصب مما يثير حنق شوكت (سعيد عبد الغني) محامي شاهين بك. تتقرب العاملة رجاء عبد الحميد (سلوى صادق) من محمود وتصبح عشيقته، وتحاول أن تكون أكثر من ذلك دون جدوى. يخطط شوكت مع أمال للتخلص من محمود، ولكن شاهين بك يزداد إعجابه بابن أخيه كما تقع في حبه مشيرة وتدفعه لخطبتها عندما تجعل والدها يعلن في حفلة عيد ميلادها أن محمود قد طلب يدها وأن الأب وافق على الفور. يخبر محمود والده بخطبة مشيرة ولكن الشيخ عبد العليم يحزن لإهمال محمود لإبنة عمه نعمت التي أحبها طوال سنوات طفولته وشبابه.
تصطحب رجاء عشيقها محمود لنزهة في قارب لوداعه بعد أن أبلغها بنهاية علاقتهم، وتبدأ في تهديده في فضح أمر علاقتهم للجميع، تتطور المشادة بينهما وتسقط رجاء نتيجة توقف مفاجئ للقارب وتصطدم رأسها وتنزف ثم تسقط في الماء غريقةً. يعاقب محمود بالسجن عشرة سنوات نتيجة خداع المحامي شوكت له.
يخرج محمود للحرية بعد عشرة سنوات ليجد مشيرة قد تزوجت شوكت ورزقت بصبي، وفي قريته يجد نعمت تفلح الأرض ويرن في أذنه صوتها وهي تقول «ح استناك».

## وصلات خارجية
- دماء على الثوب الوردي على موقع الدهليز
- دماء على الثوب الوردي على موقع قاعدة بيانات الأفلام العربية
- دماء على الثوب الوردي على موقع الدهليز
- دماء على الثوب الوردي على موقع كاروهات